# Goujounac
Goujounac település Franciaországban, Lot megyében. Lakosainak száma 219 fő (2022. január 1.). Goujounac Les Arques, Frayssinet-le-Gélat, Les Junies, Lherm, Montcléra és Pomarède községekkel határos.

## Népesség
A település népességének változása:
| Lakosok száma | 255  | 184  | 174  | 192  | 231  | 225  | 225  | 221  | 217  | 219  |
|               | 1968 | 1982 | 1990 | 2006 | 2013 | 2015 | 2017 | 2019 | 2020 | 2022 |